# دهستان گوهران (بشاگرد)
دهستان گوهران، یکی از دهستان‌های بخش گوهران شهرستان بشاگرد در استان هرمزگان ایران است. مرکز این دهستان، شهر گوهران است.
نام پیشین این دهستان، انگهران بوده و سپس به گوهران تغییرنام پیدا کرد.

## جمعیت
بر پایه سرشماری عمومی نفوس و مسکن در سال ۱۳۹۵، جمعیت دهستان گوهران برابر با ۹٬۱۳۸ نفر بوده‌است.